# Ghanas flagga
Ghanas flagga är en trikolor i de panafrikanska färgerna rött, gult och grönt med en svart femuddig stjärna i mitten. Flaggan antogs av Ghana första gången den 6 mars 1957 och har proportionerna är 2:3.

## Symbolik
Färgerna i flaggan representerar blodet som offrats i kampen för oberoende (rött), gruvfyndigheterna (gult) och skogarna (grönt). Den svarta stjärnan står för den fria kontinenten Afrika. Handelsflaggan är liksom den brittiska handelsflaggan Red Ensign röd med nationsflaggan i kantonen.

## Historik
Ghana var det första land efter Etiopien som använde de panafrikanska färgerna rött, gult, grönt och svart i en nationsflagga. Flaggan skapades av Theodosia Salome Okoh och ersatte den tidigare brittiska unionsflaggan vid självständigheten 1957. Den svarta stjärnan kan ha hämtats från Marcus Garveys rederi Black Star Line, som mellan 1919 och 1922 fraktade svarta nybyggare från USA till Afrika. Flaggan har använts som förebild för många av de flaggor som antogs av före detta kolonier i Afrika, i till exempel Guinea, Kamerun och Kongo-Brazzaville. Ghanas dåvarande politiske ledare Kwame Nkrumah införde en ny flagga 1964 med det mittersta fältet i vitt. Den gamla flaggan återinfördes 28 februari 1966 i samband med att Nkrumah avsattes.

1821–1957-03-05 Guldkusten
1957-03-06–1958-11-22
1958-11-23–1959-05 Union of African States
1959-05–1963-12-31 Union of African States
1964-01-01–1966-02-27
1966-02-28–